# Liste der Biografien/Grit
Liste der Biografien |
Portal Biografien |
Personensuche
# |
A |
B |
C |
D |
E |
F |
G |
H |
I |
J |
K |
L |
M |
N |
O |
P |
Q |
R |
S |
T |
U |
V |
W |
X |
Y |
Z |
?
 
Ga |
Gb |
Gc |
Gd |
Ge |
Gf |
Gh |
Gi |
Gj |
Gk |
Gl |
Gm |
Gn |
Go |
Gp |
Gq |
Gr |
Gs |
Gu |
Gv |
Gw |
Gy |
Gz
 
Gra |
Grb–Grd |
Gre |
Grg |
Gri |
Grj |
Grk |
Grl |
Grm |
Gro |
Grs |
Gru |
Gry |
Grz
 
Gria |
Grib |
Gric |
Grid |
Grie |
Grif |
Grig |
Grij |
Grik |
Gril |
Grim |
Grin |
Grio |
Grip |
Gris |
Grit |
Griv |
Griw |
Grix |
Griz
Die Liste der Biografien führt alle Personen auf, die in der deutschsprachigen Wikipedia einen Artikel haben. Dieses ist eine Teilliste mit 42 Einträgen von Personen, deren Namen mit den Buchstaben „Grit“ beginnt.

## Grit

### Gritc
- Grițco, Valeriu (* 1959), moldawischer Jurist und Richter am Europäischen Gerichtshof für Menschenrechte

### Grits
- Gritsch, Bernhard (* 1963), österreichischer Politiker (FPK), Landtagsabgeordneter
- Gritsch, Eric W. (1931–2012), US-amerikanischer evangelischer Theologe und Kirchenhistoriker
- Gritsch, Franziska (* 1997), österreichische Skirennläuferin
- Gritsch, Gebhard (* 1956), österreichischer Hochleistungssport-Trainer und Berater
- Gritsch, Kurt (* 1976), italienischer Sachbuchautor
- Gritsch, Michael (* 1993), österreichischer Floorballspieler
- Gritsch, Sascha (* 1984), italienischer und moldauischer Skirennläufer
- Gritsch, Stefan (* 1951), Schweizer Künstler
- Gritschacher, Josef (1883–1963), österreichischer Politiker (CSP, VF, ÖVP), Abgeordneter zum Nationalrat
- Gritschenko, Julija Sergejewna (* 1990), russische Fußballtorhüterin
- Gritschneder, Ingolf (* 1955), deutscher Journalist
- Gritschneder, Otto (1914–2005), deutscher Rechtshistoriker, Rechtsanwalt und Publizist
- Gritsenko, Irina (* 1968), französische Badmintonspielerin kasachischer Herkunft
- Gritskova, Margarita (* 1987), russische Opern- und Liedsängerin in der Stimmlage Mezzosopran

### Gritt
- Gritter, Ab (1949–2008), niederländischer Fußballspieler und -trainer
- Gritters, Kyle (* 1983), US-amerikanischer Radrennfahrer
- Gritti, Alessandro (* 1947), italienischer Endurosportler
- Gritti, Andrea (1455–1538), Doge von Venedig (1523–1538)Andrea Gritti (1455–1538)

Andrea Gritti (1455–1538)

- Gritti, Carillo (1942–2016), italienischer Ordensgeistlicher und Prälat von Itacoatiara
- Gritti, Lodovico († 1534), italienischer Händler, Bankier und Politiker
- Gritti, Lorenzo (1498–1539), venezianischer Bailò in Konstantinopel
- Gritti, Lorenzo (* 1985), italienischer Grasskiläufer
- Gritti, Matteo (* 1980), italienischer Fußballtorhüter
- Gritti, Peter, Schweizer reformierter Pfarrer
- Grittmann, Alfred (1925–2022), deutscher Politiker (FDP/DVP)
- Grittmann, Elke (* 1966), deutsche Geisteswissenschaftlerin
- Grittner, Frauke (* 1970), deutsche Bildungswissenschaftlerin und Hochschullehrerin
- Grittner, Jens (* 1970), deutscher Sportjournalist und Pressesprecher des DFB
- Gritton, Susan (* 1965), englische Sängerin (Sopran)

### Gritz
- Gritz, Bo (* 1939), US-amerikanischer Offizier
- Gritz, Daniel (* 1969), deutscher Journalist und Politiker (SPD), MdHB
- Gritz, Martin (1916–2002), deutscher römisch-katholischer Militärgeistlicher
- Gritz, Peter (* 1958), ungarischer Jazzmusiker
- Gritzbach, Erich (1896–1968), deutscher NS-Funktionär und SS-Führer
- Gritzko, Manfred (1925–2015), deutscher LDPD-Funktionär, Vorsitzender des BV Schwerin der LDPD
- Gritzmann, Peter (* 1954), deutscher Mathematiker
- Gritzner, Erich (1874–1963), deutscher Heraldiker, Genealoge und Siegelforscher
- Gritzner, Katharina (* 1985), österreichische Schauspielerin und Fernsehmoderatorin
- Gritzner, Max Carl (1825–1892), österreichisch-US-amerikanischer Maschinenbau-Ingenieur, Unternehmer und Erfinder
- Gritzner, Maximilian (1843–1902), deutscher Heraldiker
- Gritzner, Maximilian Joseph (1794–1872), österreichischer Verwaltungsjurist, Mitglied der Frankfurter Nationalversammlung, Unternehmer in Durlach